# Rodney Strasser
Rodney Strasser,  född 30 mars 1990 i Freetown, är en fotbollsspelare från Sierra Leone som spelar för TPS. 
Han började spela som ungdom i Kallon FC och värvades 2007 till den italienska klubben AC Milan. Han blev sedan utlånad till Lecce och Parma, innan han 2013 skrev på för Genoa. Sedan 2010 spelar han för Sierra Leones landslag.